# Sistema nerviós simpàtic

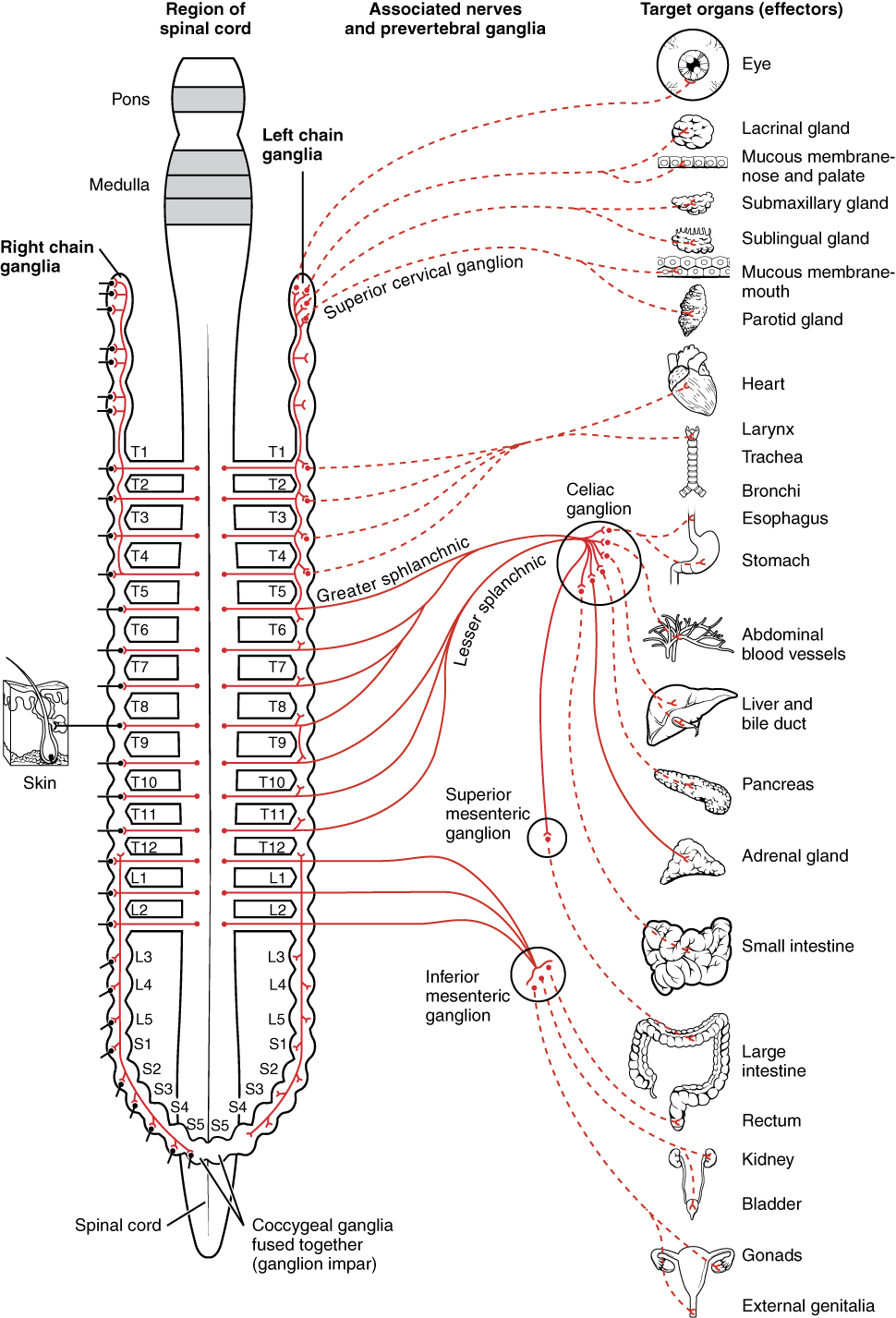
Connexions del sistema nerviós simpàtic.

El sistema nerviós simpàtic (SNS) és una branca del sistema nerviós autònom, juntament amb el sistema nerviós entèric i el sistema nerviós parasimpàtic. Sempre està actiu en un nivell basal (anomenat to simpàtic) i es torna més actiu durant els moments d'estrès. Les seves accions durant la resposta a l'estrès inclouen la lluita-o-fugida.